# Leptocypris weynsii
Leptocypris weynsii är en fiskart som först beskrevs av Boulenger, 1899.  Leptocypris weynsii ingår i släktet Leptocypris och familjen karpfiskar. IUCN kategoriserar arten globalt som livskraftig. Inga underarter finns listade i Catalogue of Life.